# مجزرة أرمناز
مجزرة أرمناز هي مجزرة حصلت في بلدة أرمناز في التاسع والعشرين من أيلول/سبتمبر 2017 حينما أغارت الطائرات الروسيّة على المنطقة وتسبّبت في مقتلِ 35 شخصًا على الأقل، بينهم 3 أطفال على الأقل، بحسب 5 شهود وبحسبِ الصور ولقطات الفيديو التي حللتها منظمة هيومن رايتس ووتش. من جهةٍ أخرى، أفادَ المرصد السوري لحقوق الإنسان أنَّ حصيلة القتلى شملت 8 أطفال و7 سيدات.

## خلفيّة
نفذت القوات الجوية السورية و‌الروسية عدة هجمات أصابت أهدافًا مدنية في الأيام السابقة من هذا الهجوم، فقد قتل النظام السوري وحليفه الروسي 18 شخصًا على الأقل في مجزرة أخرى في قلعة المضيق في العشرين من أيلول/سبتمبر كما قتل النظامانِ 19 شخصًا بينهم طفلانِ على الأقل في جسر الشغور في الخامس والعشرين من أيلول/سبتمبر.

## الهجوم
في حوالي الساعة الـ 8:30 مساءً من يوم التاسع والعشرين من أيلول/سبتمبر 2017 (بالتوقيت المحلّي)، أفرغت طائرة روسيّة حمولتها من الصواريخ على حيّ سكني قريبٍ من مسجد الزهراء في أرمناز، وفي الساعة الـ 10 مساءً عادت نفسُ الطائرة وقصفت نفس الموقع مرة أخرى مما أجبرَ رجال الإنقاذ الذين بقوا على قيدِ الحياة على الانسحاب من المنطقة بعدما كانوا يُحاولون إسعاف ضحايا القصف الأول. تسبّب الهجوم في تدميرِ 30 مبنًا سكنيًا في المجموع، وانتشر فيديو على نطاقٍ واسعٍ في منصّات التواصل وباقي المواقع على النت يُظهر رجال إنقاذٍ وهم يسحبون جثث أطفالٍ من تحت الأنقاض مثلما حصل في هجماتٍ سابقة نفذها النظام السوري وحليفيه الروسي والإيرانيّ.

## ردود الفعل
دعت منظمة هيومن رايتس ووتش المتحاربين في «النزاعِ السوري» إلى الامتناع عن استخدام الأسلحة المُتطوّرة مثل المتفجرات القويّة في المناطق المأهولة بالسكانِ المدنيين.